# Amalberga de Maubeuge
Amalberga (Binche, siglo VII - Maubeuge, c. 690, también conocida como Amalburga, Amalia o Amelia) fue una monja benedictina y santa merovingia que vivió en el siglo VII y es venerada en la Iglesia católica, especialmente en Bélgica y Francia. Su vida, aunque se encuentra rodeada de leyendas y aspectos hagiográficos, destaca por su papel en la expansión de la espiritualidad en el contexto merovingio. Se la recuerda en su festividad el 10 de julio, mientras que el traslado de sus reliquias se conmemora el 10 de junio.

## Origen y Familia
Amalberga nació en una familia noble en Binche, en la región de Henao, actual Bélgica. Según las tradiciones hagiográficas, era hermana o sobrina de Pipino de Landen, uno de los nobles más influyentes de la Austrasia franca y mayordomo del rey Sigeberto III. Amalberga se casó con Witger, duque de Lorena y conde de Brabante, y juntos tuvieron varios hijos que también serían reconocidos como santos: Emeberto, obispo de Cambrai, Gúdula, Reineldis y Pharaildis.

## Vida Religiosa y Entrada al Monasterio
Tras la muerte de su esposo, Amalberga decidió retirarse a la vida religiosa, uniéndose a la comunidad benedictina de la abadía de Maubeuge, fundada por su pariente Santa Aldegonda. En Maubeuge, Amalberga llevó una vida de devoción y oración hasta su fallecimiento alrededor del año 690. Se dice que fue aceptada como monja por el obispo San Auberto de Cambrai, quien le impuso el velo. 
Su biografía, "Vita sanctae Amalbergae viduae", redactada entre 1033 y 1048 por el abad Hugo de Lobbes, describe elementos de su vida en un estilo hagiográfico. Esta obra se basa en gran medida en otros textos de santos de la época, incorporando elementos de las leyendas medievales. Así, por ejemplo, el personaje de su esposo Witger parece inspirado en la figura histórica de Wigerico de Lotaringia, un personaje del siglo X, lo que sugiere que algunos detalles de su biografía fueron idealizados para fortalecer la imagen devota de Amalberga.

## Milagros y Representación Iconográfica
Amalberga es venerada no solo por su vida de santidad, sino también por los milagros que se le atribuyen tras su muerte. Uno de los relatos más conocidos menciona que, al hacer la señal de la cruz, invocó un pez gigante que la ayudó a cruzar un lago, lo cual se representa en su iconografía junto a una figura de pez. Además, a menudo se la representa con una corona, símbolo de su origen noble, y un libro, que representa su compromiso con la fe cristiana y el estudio espiritual.

## Veneración y Festividad
La festividad de Santa Amalberga se celebra el 10 de julio en la Iglesia católica. Sin embargo, en algunas localidades se celebra también el 10 de junio, fecha en la que se conmemora el traslado de sus reliquias desde Lobbes a Binche, un evento que tuvo lugar en el siglo XV. Sus reliquias se conservan en diversas iglesias de Bélgica, destacándose su veneración en la iglesia de San Pedro en Gante desde 1073. Santa Amalberga es invocada para sanar el dolor en los brazos, moratones y fiebres.

## Confusión con Santa Amalberga de Temse
Es importante señalar que Santa Amalberga de Maubeuge no debe confundirse con otra santa belga, Amalberga de Temse, una virgen que vivió en el siglo VIII y es venerada en Gante, Temse y Munsterbilzen. Aunque ambas santas comparten nombre y día de celebración, son figuras distintas en la historia y la hagiografía cristiana. Santa Amalberga de Temse es conocida por su iconografía de un pez gigante, relacionado con una leyenda similar pero de diferente contexto.